# 原由實
原由實（日语：／ Hara Yumi，1985年1月21日—），日本女性配音員，隸屬於ARTSVISION，出身於大阪府。
代表作有《偶像大師》（四條貴音）、《黃昏乙女×失憶幽靈》（庚夕子）、《TRINITY SEVEN 魔道書7使者》（淺見莉莉絲）等。
2017年12月，原由實宣布停止歌手活動以專注於聲優工作，並於2018年3月發行最後一張專輯。

## 人物
2019年9月26日，在博客主動公佈與一般公司職員結婚的消息。

## 演出作品
- 粗體字為主要角色

### 電視動畫
2009年
- 發現、體驗、最喜歡！巧虎 #41

2011年
- 偶像大師（四条貴音）
- IS〈Infinite Stratos〉（四十院神樂、同班同學、女教師）
- 巧虎 HE SO KA
- SKET DANCE（山内沙羽）

2012年
- 向銀河開球（望月老師）
- 黃昏乙女×失憶幽靈（庚夕子）
- 輪迴的拉格朗日（湯川稻穗）

2013年
- 蠟筆小新（接待員B、店員、女性B）
- 蘿球社！SS（都大路綾）
- 記錄的地平線（瑪莉艾兒）

2014年
- 記錄的地平線 第二期（瑪莉艾兒）
- TRINITY SEVEN（淺見莉莉絲）

2015年
- 怪盜Joker（愛）
- OVERLORD（雅兒貝德、裡面的人）
- 受讚頌者 虛偽的假面（阿圖依）
- 我被抓到貴族女校當「庶民樣本」（花江惠理、真梨花、占卜師月）

2016年
- Anne Happy ♪（小平老師）
- 一人之下 the outcast（風沙燕）
- 聖潔天使（阿爾瑪莉亞）
- 無畏魔女（亞歷珊朵拉·I·波克爾什金）

2017年
- CHAOS;CHILD（橘結衣）
- 戀愛暴君（白峰樒[6]）

2018年
- 愛吃拉麵的小泉同學（高橋潤）
- 劍王朝（白山水）
- OVERLORD II（雅兒貝德）
- 一人之下 羅天大醮篇（風沙燕）
- 沒有心跳的少女 BEATLESS（マリエ、女性主播）
- 魔法少女網站（雨谷小雨）
- OVERLORD III（雅兒貝德）
- 異世界魔王與召喚少女的奴隸魔術（艾莉西亞・克里史黛拉）
- 魔法禁書目錄III（親船素甘[7]）
- 閃亂神樂 SHINOVI MASTER -東京妖魔篇-（雪泉[8]）

2019年
- 魔法少女特殊戰明日香（旅團長）
- 異世界四重奏（雅兒貝德）
- 戰×戀（早乙女二葉[9]）

2020年
- 織田肉桂信長（主婦）
- 異世界四重奏2（雅兒貝德）
- 隱瞞之事（城路久美）

2021年
- 天地創造設計部（上田）
- 記錄的地平線 圓桌崩壞（瑪莉艾兒）
- 世界魔女出動！（亞歷珊朵拉·I·波克爾什金）
- 異世界魔王與召喚少女的奴隸魔術Ω（艾莉西亞·克里史黛拉）
- 緋紅結繫（鏡花·伊登、女性）

2022年
- 與變成了異世界美少女的大叔一起冒險（神官）
- 受讚頌者 二人的白皇（阿圖依[10]）
- OVERLORD IV（雅兒貝德）

2023年
- REVENGER（ゆい）
- 泡泡糖忍戰（おはな）
- 龍族拼圖（經紀人）
- 偶像大師 百萬人演唱會！（四条貴音）

2024年
- 婚戒物語（深淵王的騎士／絲瑪拉格蒂）

2025年
- 藥師少女的獨語（愛凜[11]）

時期未定
- 異世界四重奏3（雅兒貝德[12]）

### OVA
2012年
- 單翼的克羅諾斯齒輪（龍馬·坂本）

2014年
- 三人舞妓（一葉）

2016年
- OVERLORD（雅兒貝德）

2017年
- 魔法使的新娘 等待繁星之人（新仓真弓〈过去〉）※隨著單行本第7冊特裝版的發行附贈DVD
- 魔法使的新娘 等待繁星之人（新仓真步〈曾孙〉）※隨著單行本第8冊特裝版的發行附贈DVD

### 劇場動畫
2012年
- 強襲魔女 劇場版（亞歷珊朵拉·I·波克爾什金）

2014年
- 偶像大師 劇場版 前往光輝的另一端！（四條貴音）

2016年
- 加速世界 INFINITE∞BURST（四埜宮謠／Ardor Maiden[13]）
- 新劇場版「頭文字D」Legend3-夢現-（佐藤真子[14]）

2017年
- 劇場版 TRINITY SEVEN -悠久圖書館與鍊金術少女-（淺見莉莉絲）
- 少女與戰車 最終章（第1話）（瑪麗）

2019年
- TRINITY SEVEN 魔道書7使者（淺見莉莉絲）
- 少女與戰車 最終章（第2話）（瑪麗）

2021年
- 少女與戰車 最終章（第3話）（瑪麗）

2022年
- 異世界四重奏〜Another World〜（雅兒貝德）

2024年
- 劇場版 OVERLORD 聖王國篇（雅兒貝德[15]）

2025年
- 少女與戰車 更加相親相愛作戰！（瑪麗[16]）

### 網路動畫
2013年
- 迷你偶像大師（四條貴音、Takanya）

2014年
- 迷你偶像大師2（四條貴音、Takanya、婦警）

### 遊戲
2009年
- 偶像大師SP（四條貴音）
- 偶像大師 深情之星（四條貴音）
- 劍與魔法與學園。2（ノーム、女）

2010年
- （／春川朋）
- 花札参（花魁）

2011年
- 偶像大師2（四條貴音）
- 秋葉原之旅（莎拉）
- 無盡傳奇
- 白衣性戀愛症候群（山之内泰子）

2012年
- 秋葉原之旅 PLUS（莎拉）
- 征服遊戲 無限靈魂（ディース・ヴァンガード）
- 屍體派對（水原五月）
- 白衣性戀愛症候群 RE:Therapy（山之内泰子）

2013年
- 加速世界 -加速的頂點-（四埜宮謠）
- 閃乱神樂 SHINOVI VERSUS -少女們的証明-（雪泉）

2014年
- 忍乳負重 閃亂神樂（雪泉）
- 討鬼傳 極（美柚）
- 超次元動作 戰機少女U（Fami通）

2015年
- 閃亂神樂 夏日對決 -少女們的選擇-（雪泉）
- 傳頌之物 虛偽的假面（阿圖依）
- 女武神驅動（豬名川真名）
- 偶像大師 白金星光（四條貴音）
- 激次元組合 戰機少女VS殭屍軍團（Fami通）
- 鐵拳7 （三島一美）

2016年
- 傳頌之物 二人的白皇（阿圖依）

2018年
- Fate/Grand Order（阿納斯塔西婭·尼古拉耶芙娜·羅曼諾娃）

2020年
- 偶像大師 星耀季節（四條貴音[17]）
- 蒼翼默示錄：交叉組隊戰 2.0 (雪泉)

2021年
- 緋紅結繫（鏡花·伊登）
- 英雄傳說 黎之軌跡（波蕾特）

2022年
- 魔法禁书目录 幻想收束（亲船素甘、雅儿贝德）
- 守望傳說（艾莉諾）
- 英雄傳說 黎之軌跡II -緋紅原罪-（波蕾特）

2023年
- 無期迷途（阿黛拉）

2024年
- 女神異聞錄：夜幕魅影（椎名悠美）

### 演出
- （TOKYO MX：客串出演）
- （tvk：客串出演）

### 廣播
- THE IDOLM@STER STATION!!!（大阪放送：2009年8月2日－2013年3月31日）
- （HiBiKi Radio Station：2011年7月13日－2011年10月5日）
- （2012年5月11日－8月10日、HiBiKi Radio Station）
- 原由實的○○廣播（2012年8月18日－2015年、法米通公式網站内）

## 音樂作品

### 單曲
| 枚  | 發售日         | 標題               | 規格編號  | 規格編號                      | 最高位 |
| 枚  | 發售日         | 標題               | 附DVD盤   | 通常盤                        | 最高位 |
| --- | -------------- | ------------------ | --------- | ----------------------------- | ------ |
| 1st | 2012年8月22日  | HANABI             |           | SVWC-7881                     | 48位   |
| 2nd | 2013年3月27日  |                    | FVCG-1234 | 37位                          |        |
| 3rd | 2013年7月24日  | intention          | FVCG-1260 | FVCG-1261                     | 48位   |
| 4th | 2014年6月25日  | Rose on the breast | FVCG-1304 | FVCG-1305                     | 54位   |
| 5th | 2014年10月29日 | Crossover          | FVCG-1318 | FVCG-1319                     | 50位   |
| 6th | 2015年5月27日  | improvisation      | FVCG-1341 | FVCG-1342                     | 75位   |
| 7th | 2015年11月25日 |                    | FVCG-1357 | FVCG-1358 FVCG-1356（動畫盤） | 60位   |
| 8th | 2016年6月22日  |                    | FVCG-1376 | FVCG-1377                     | 81位   |
| 9th | 2017年1月25日  | If you...          | FVCG-1405 | FVCG-1406                     | 67位   |

### 專輯
| 枚  | 發售日         | 標題             | 規格編號   | 規格編號  | 規格編號  | 最高位 |
| 枚  | 發售日         | 標題             | 附BD限定盤 | 附DVD盤   | 通常盤    | 最高位 |
| --- | -------------- | ---------------- | ---------- | --------- | --------- | ------ |
| 1st | 2013年12月25日 | Place of my life | FVCG-1283  | FVCG-1284 | FVCG-1285 | 63位   |
| 2nd | 2015年9月25日  |                  | FVCG-1349  | FVCG-1350 | FVCG-1351 | 41位   |
| 3rd | 2018年3月14日  | YOU&ME           | USSW-0080  | USSW-0081 | USSW-0082 | 39位   |

### 角色歌等
- 偶像大師 關連作品（四條貴音）
- 犯罪少女（巴）
- 「staple stable」 （釘書針的穩重）以四條貴音合唱，本人在物語系列亦有配音。

## 外部連結
- ARTSVISION官方網站 原由実個人資料 （页面存档备份，存于），事務所上的介紹頁。（日語）
- 原由実の☆heavenly cafe☆ （页面存档备份，存于），本人的網誌。（日語）